# 金瑪利亜
金 瑪利亜（キム・マリア、1891年6月18日 - 1944年3月13日)は、朝鮮の独立運動家。本貫は光山金氏。黄海南道長淵郡出身。本名は金 眞常（キム・チンサン、김진상）であり、別名は金 槿圃（キム・グンポ）。生涯を祖国独立に捧げ、朝鮮のジャンヌ・ダルクと評された。洗礼名は「マリア（Maria）」。

## 人物

### 前半生

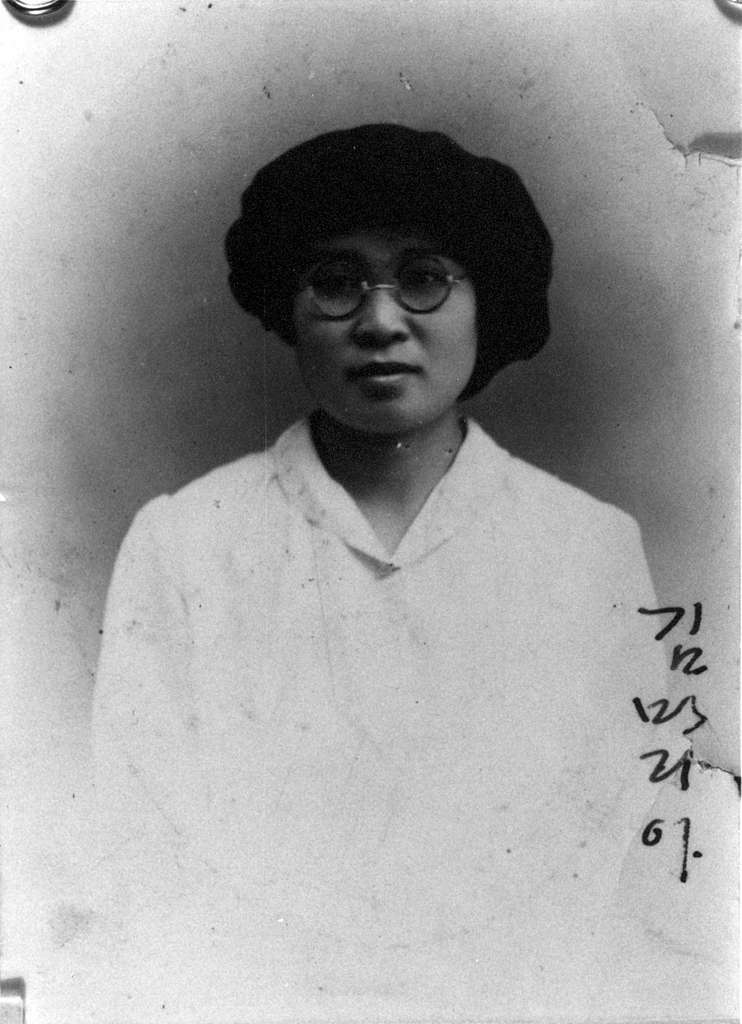
1919年

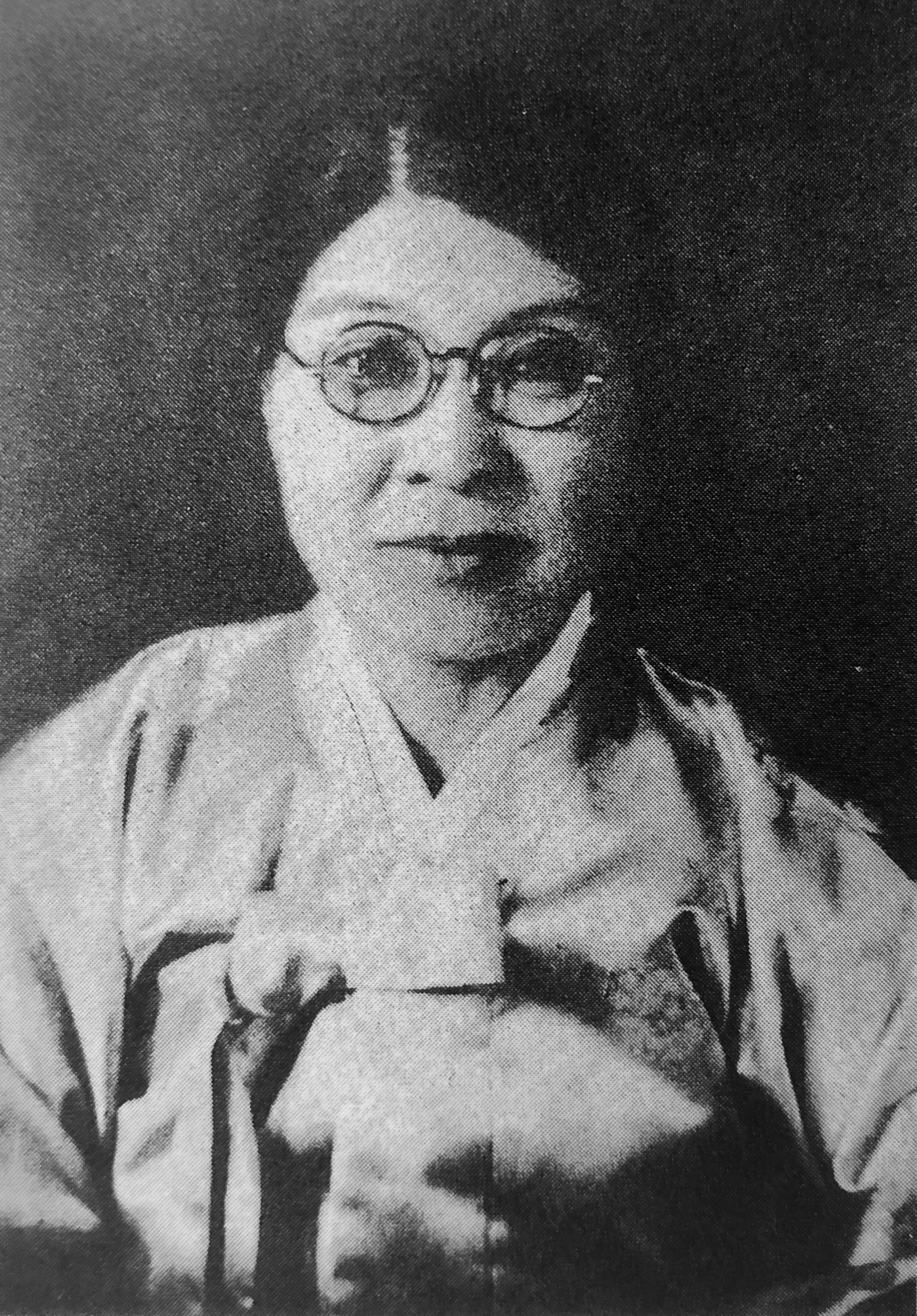
撮影時期不詳

両班家系の名門に生まれ、幼少時に米国北長老派教会で洗礼を受けた。1906年に漢城に移り、梨花学堂や蓮洞女学校（1909年、貞信女子学校と改称）に学ぶ。1910年に卒業し、宣教師Jennie Speerが光州に設立した須皮亞女学校の教師として赴任した。1915年に日本の女子学院に留学し、アメリカ人宣教師Miss Londonの教えを受けた。「在東京朝鮮女子留学生親睦会」で羅蕙錫、黄愛徳（黄エスタ）、貞信女子学校同窓の劉英俊らと出会い、会長に選出された。第28代アメリカ大統領ウッドロウ・ウィルソンが1918年に発表した『十四か条の平和原則』の民族自決に触発され、東京在住の朝鮮人留学生の組織である「学友会」による独立宣言運動の準備が開始されると、その動きに呼応し、1919年2月8日、神田韓国YMCAで開催された「学友会臨時総会」に劉英俊や黄エスタらとともに参加し、「韓国独立青年団」が結成され、「二・八独立宣言」が満場一致で採択された。この総会の終わり際に日本の警察が乱入して来て、学生27名と共に逮捕され、釈放されるまで8時間の拷問を受けた。この動きを本国に伝えるため、2月17日に釜山港に上陸すると、光州に向かい、独立宣言書を印刷し、2月21日にソウルに到着した。2月26日、東学党の後身団体である天道教本部に李種一を訪ね、東京在住の朝鮮人留学生の独立運動の消息を伝え、故郷の黄海南道に戻り、独立運動の機運醸成と資金集めに奔走した。3月1日にソウルで発生した三・一独立運動では首謀者の一人となり、3月6日には朝鮮総督府刑務総監部に連行され、倭城台留置場で激しい拷問を受けた。西大門刑務所に移送され、釈放された。拷問によって受けた後遺症のためセブランス病院（現延世大学校医療院）に入院し、看護を受けた。三・一独立運動を受けて、貞信女子学校の同窓生らが中心となり、女性による抗日独立団体「大韓民国愛国婦人会」が結成されると、退院後に合流し、会長に擁立されて、全7章32か条からなる本部規則を作成するなど、不振であった組織を立て直し、上海の大韓民国臨時政府と連携を図った。「大韓民国愛国婦人会」は程なくして、朝鮮全道や主要都市のほか、ハワイ州や間島にまで支部を広げ、会員数が2000名に達したが、同年11月には一斉に検挙され、懲役3年の刑が言い渡された。

### 中国亡命
1920年には、拷問の後遺症や精神衰弱を理由にセブランス病院に入院するため保釈され、アメリカ人宣教師George Shannon McCune（朝鮮名：尹山温、ジョージ・M・マッキューンの父）の助けを借りて、6月29日に仁川港を出航し、中国の威海衛に上陸した。1922年2月の臨時議政院会議において、金九とともに黄海道代議員に選出され、「大韓民国愛国婦人会」の代表資格を認められた。また南京金陵大学で学んだ。

### アメリカ留学
1923年6月には中国の旅券でアメリカに留学し、北長老派教会の設立したパーク大学に入学し、1927年に卒業すると、シカゴ大学大学院の研究生となり、1928年にコロンビア大学師範大学院で教育行政学の修士号を取得し、ニューヨーク神学校宗教教育学科で神学を学んだ。学業を継続する一方で、アメリカにおいても抗日独立運動を継続した。ニューヨークで旧友の黄エスタと再会すると、在米同胞女性らを糾合して「槿花会」を結成し、会長となった。同年2月12日にはニューヨーク韓人教会で開催した発足式で、太極旗と槿花旗（ムクゲの花をあしらった旗）を掲げた。また米国各地の韓人同胞有志が発刊した新聞『三・一申報』の発起人となった。その創刊趣旨書には「大韓民国の独立を完成するため韓民族の自覚を促し民論を喚起して大同団結を進める」とある。またAmerican Association of University Womenの国際関係フォーラムにおいて韓国の独立のために国際社会の協力を訴えた。1929年には韓国学生連盟副会長に推され、安昌浩の主催する在米韓国人団体の興士団」に入会し、母国の将来の独立に備えた。1930年の「興士団」第17回ニューヨーク大会において「大韓民国と興士団」と題する講演を行った。

### 帰国
1932年に合衆国政府が認めた留学の期限が満了したため、カナダ宣教師Louise H. McCullyの協力のもと、バンクーバーからハワイ経由で朝鮮に戻ったが、逮捕され、取り調べを受けた。その後も朝鮮総督府の厳重な監視下に置かれた。翌年、就職禁止命令を解除され、マルタ・ウィルソン（Martha Wilson）女子神学校の教授として神学を教え、女性伝道師の育成に尽力する一方、黄エスタらとともに、キリスト教の伝道に基づく農村啓蒙を実践したが、1943年には皇民化政策の徹底ため、朝鮮のミッション・スクールが一斉に強制閉校となった。1944年に平壌の病院で死去し、遺骨は遺言にしたがって火葬された後、大同江に散骨された。没後の1967年に建国勲章愛国章が追贈された。
二・八独立宣言にも参加した李光洙の詩『姉妹』（1933年）は、キム・マリア帰国を記念して書かれたものである。ソウル市銅雀区のボラメ公園に銅像が建立されている。